# Raffaele Pareto
Raffaele Pareto (Genova, 23 luglio 1812 – Roma, 28 aprile 1882) è stato un ingegnere italiano vissuto in Francia come esule politico dall'inizio degli anni 1830 all'inizio degli anni 1850.
Fu il padre del celebre economista e sociologo Vilfredo Pareto.

## Biografia
Raffaele Pareto era figlio di Gian Benedetto Pareto 

e di Aurelia Spinola. La famiglia apparteneva alla nobiltà della provincia ligure dove suoi membri avevano svolto diverse importanti funzioni politiche o diplomatiche. Molti Spinola si erano inoltre distinti nel campo letterario o scientifico. Raffaele aveva il titolo di marchese, che ricorre in un certo numero di documenti francesi.

### L'esilio politico
Benché di famiglia aristocratica Raffaele Pareto aderì in gioventù al movimento mazziniano, cosa che lo indusse all'esilio volontario in Francia a partire dagli anni 1830. Soggiornò qualche tempo a Marsiglia poi in Saona e Loira, dove erano nate delle comunità di esuli italiani. Trovò presto lavoro presso il Dipartimento dell'Allier poi si spostò a Parigi, dove era domiciliato nel 1835 quando sposò Marie Métenier
.
Dal matrimonio nacquero, tutti in Francia, tre figli: Aurelia (Moulins 1839 - Firenze 1893), Cristina (1842 - 1907), Vilfredo (1848 - 1923), il futuro economista e sociologo.
Pareto divenne ingegnere civile a Parigi, dove risiedeva dal 1835.

### Il lavoro in Sologne
Ingegnere civile e idraulico, Raffaele Pareto cominciò a studiare la costruzione di un canale in Sologne per conto di una oscura ed effimera società fondata nel 1845, la Compagnie Française d'Irrigation. Abbandonata l'impresa per conflitti di natura finanziaria con la direzione, si dedicò a lavori di drenaggio e sanificazione per conto di grandi proprietari della zona di Lamotte-Beuvron e quando, nel 1848, il governo della Seconda Repubblica francese decise la costruzione del canale della Sauldre tra Blancafort e Lamotte-Beuvron, la direzione dei lavori fu affidata a Pareto proprio in ragione dell'esperienza da lui acquisita nella regione. Nell'aprile 1848 Pareto aveva avviato le pratiche per la naturalizzazione in Francia, che poi però abbandonò per ragioni non note; nel febbraio 1849, comunque, lasciò definitivamente la Sologne.

### Il ritorno in Italia
Verso il 1853 Pareto rientrò in Italia con la famiglia, per occupare la cattedra di lingue della Regia Scuola di Marina di Genova fino al 1859. Fu poi nominato professore di agricoltura e contabilità all'Istituto tecnico superiore Leardi di Casale Monferrato e nel 1861 il Ministro della Pubblica istruzione gli conferì il titolo di ingegnere honoris causa per l'alto livello scientifico e tecnico delle sue pubblicazioni e per l'importanza dei lavori di sanificazione da lui realizzati in Francia. Questo titolo gli consentì nel 1862 di entrare nel Servizio delle bonifiche e irrigazione del Ministero dell'Agricoltura italiano, primo passo di una carriera amministrativa che culminerà con il grado di Ispettore generale del Genio civile. La carriera lo condusse nelle diverse capitali italiane dell'epoca: dapprima a Torino, poi a Firenze nel 1864, e infine a Roma nel 1877. Qui morì a 69 anni nel 1882.

## Pubblicazioni
Raffaele Pareto non seguì studi universitari di alto livello come suo figlio Vilfredo, e tuttavia lasciò un certo numero di opere non trascurabili: contributi tecnici in materia di idraulica in diverse riviste italiane - e particolarmente nel Giornale dell'Ingenere-Architetto ed Agronomo, che diresse dal 1860 al 1867 e scritti sull'architettura in L'Italia monumentale (Milano 1871). Diresse inoltre la pubblicazione dell'Enciclopedia delle Arti e Industrie  dal 1878 alla morte (l'opera, pubblicata a Torino in 6 volumi, fu completata solo nel 1898).
Durante il suo soggiorno in Francia Raffaele Pareto scrisse anche, in francese, diverse opere tecniche - sulle Strade vicinali (1839), sull'uso delle acque in agricoltura (1851), dove l'autore è designato come membro corrispondente dell'Accademia reale d'Agricoltura di Torino, sul Miglioramento della Sologne (1851), nonché un Corso d'Architettura all'Ateneo centrale (Parigi, 1853).